# Leeroy Thornhill
Leeroy Thornhill (Barking, 7 ottobre 1968) è un tastierista, disc jockey e ballerino britannico, ex membro dei The Prodigy.

## Biografia
Leeroy Thornhill è cresciuto a Rayne, vicino a Braintree, nell'Essex. Nel 1990 si unì ai The Prodigy con Keith Flint, dopo che i due incontrarono Liam Howlett ad un rave party. Durante l'esperienza con il gruppo, durata dieci anni, Thornhill ha realizzato e pubblicato gli album Experience (1992), Music for the Jilted Generation (1994) e The Fat of the Land (1997). Nel 2000 Thornhill ha abbandonato il gruppo per iniziare la carriera da solista, pubblicando vari EP prodotti da Longman e Flightcrank. Nel corso della sua carriera ha collaborato con artisti come Hyper, Pendulum e molti altri.